# Lucinoma blakeana
Lucinoma blakeana is een tweekleppigensoort uit de familie van de Lucinidae. De wetenschappelijke naam van de soort is voor het eerst geldig gepubliceerd in 1893 door Bush.